# میشل اوسلو
میشل اوسلو (فرانسوی: Michel Ocelot‎؛ زادهٔ ۲۷ اکتبر ۱۹۴۳) یک کارگردان فیلم، پویانما، فیلم‌نامه‌نویس، طراح و نقاش اهل فرانسه است.
وی همچنین برندهٔ جوایزی همچون نشان شوالیه لژیون دونور شده‌است.